# بخش چویا
بخش چویا (به اسپانیایی: Departamento Choya) یک منطقهٔ مسکونی در آرژانتین است که در استان سانتیاگو دل استرو واقع شده‌است. بخش چویا ۶٬۴۹۲ کیلومتر مربع مساحت و ۳۴٬۶۶۷ نفر جمعیت دارد.